# Choplifter HD
Choplifter HD est un jeu vidéo de type shoot 'em up développé et édité par inXile Entertainment, sorti en 2012 sur Windows, PlayStation 3, Xbox 360, Ouya et Android.

## Accueil
- Jeuxvideo.com : 14/20[1]